# Kálmán Mészöly
Kálmán Mészöly (* 16. Juli 1941 in Budapest; † 21. November 2022 ebenda) war ein ungarischer Fußballspieler und -trainer. Er spielte seine gesamte Karriere bei Vasas Budapest und war in deren stärkster Vereinsphase einer der wichtigsten Leistungsträger seiner Mannschaft. Zu Spielerzeiten erhielt er aufgrund seiner guten Abwehrarbeit und seiner blonden Haare den Spitznamen Der blonde Felsen. Nach seiner Fußballspielerkarriere arbeitete er zwei Jahrzehnte lang als Trainer, u. a. in seiner Heimat Ungarn und der Türkei.

## Spielerkarriere

### Verein
Mészöly begann seine Vereinskarriere 1952 in der Nachwuchsabteilung von III. Kerületi TUE. Von hier aus wechselte er 1959 zu dem Budapester Spitzenklub Vasas SC. Hier etablierte er sich schnell als Leistungsträger und spielt bis ins Jahr 1971 durchgängig. In dieser Zeit zählte Mészölys zu den dominierenden Vereinen des Ungarischen Fußballs. So gewann Mészöly mit seiner Mannschaft in den Spielzeiten 1960/61, 1961/62, 1964/65, 1965/66 die Ungarische Meisterschaft. Zudem wurde während Mészölys Zeit viermal der Mitropapokal gewonnen.
Zum Sommer 1972 beendete Mészöly schließlich seine Karriere bei Vasas SC.

### Nationalmannschaft
Mészöly spielte ein Jahrzehnt für die Ungarische Nationalmannschaft. Mit ihr nahm er an den Fußball-Weltmeisterschaften 1962, 1966 und der Fußball-Europameisterschaft 1964 teil. Während er mit seiner Mannschaft in den Weltmeisterschaftsteilnahmen zwar die Gruppenphase überstand, schied er mit ihr beide Mal im Viertelfinale aus. Bei der Europameisterschaft schaffte er es mit seinem Team bis ins Halbfinale. Hier unterlag Mészölys Mannschaft nach Verlängerung dem späteren Turniersieger Spanien mit 1:2 nach Verlängerung. Im Spiel um Platz drei bezwang Ungarn schließlich Dänemark mit 1:3 nach Verlängerung.
Insgesamt absolvierte Mészöly 61 Länderspiele für sein Land und erzielte dabei sechs Tore.

## Trainerkarriere
Mészöly begann im Anschluss an seine Fußballspielerkarriere als Trainer zu arbeiten. Nachdem er der Reihe nach die Vereine Ganz-Mávag SE, Budafoki MTE und Békéscsaba 1912 Előre SE als Cheftrainer betreut hatte, übernahm er im Sommer 1978 seinen früheren Verein Vasas SC nun als Cheftrainer. Nachdem er diesen Klub zwei Jahre trainiert hatte, wurde er 1980 der Nationaltrainer der Ungarische Nationalmannschaft. Diese führte er zur Fußball-Weltmeisterschaft 1982 und trainierte sie nach der WM ein weiteres Jahr lang. Anschließend kehrte er im Sommer 1983 zu Vasas SC zurück.
Im Mai 1985 wurde Mészöly als neuer Cheftrainer der türkischen Nationalmannschaft vorgestellt und betreute sie diese lediglich in zwei Länderspielen.
Nach seiner kurzen Tätigkeit als türkischer Nationaltrainer übernahm Mészöly überrascht beim neuen türkischen Meister Fenerbahçe Istanbul das Traineramt von Todor Veselinović. Mit diesem Verein konnte er als erstes den vorsaisonalen TSYD-Istanbul-Pokal gewinnen. Unter Mészöly traf Fenerbahçe im Europapokal der Landesmeister der Saison 1985/86 auf den amtierenden französischen Meister Girondins Bordeaux. Gegen diesen Verein, der damals amtierende Europameister wie Alain Giresse und Patrick Battiston, Jean Tigana in seinen Reihen hatte und zweimal in Folge französischen Meister wurde, wurde Fenerbahçe als krasser Außenseiter gehandelt und dem Klub wenig Chancen auf ein Weiterkommen zugesprochen. Zu diesem Zeitpunkt war das Verhältnis zwischen der Türkei und Frankreich wegen der Anschläge der Asala-Terrororganisation sehr angespannt. Ferner schieden die türkischen Mannschaften ausnahmslos in den europäischen Vereinspokalwettbewerben in der ersten Runde aus. In der ersten Partie, die am 1. September 1985 in Bordeaux gespielt wurde, schaffte Fenerbahçe eine große Überraschung und besiegte Girondins auswärts mit 3:2. Nach diesem Sieg wurde Mészöly mit der gesamten Mannschaft von der türkischen Fachpresse als Held gefeiert. Im Rückspiel erspielte sich Mészölys Mannschaft ein 0:0 und setzte sich damit gegen Girondins durch. Dieses Weiterkommen wurde im damaligen türkischen Fußball als großer Erfolg gefeiert. In der zweiten Runde traf die Mannschaft auf IFK Göteborg. In der ersten auswärts gespielten Partie unterlag Fenerbahçe mit 0:4 deutlich. Nachdem Mészöly mit dem sonst erfolgsverwöhnten Verein in der Meisterschaft chancenlos geblieben war und auch in den anderen nationalen Wettbewerben leer ausgegangen war, ersetzte die Vereinsführung ihm am Saisonende durch Branko Stanković. Mészöly setzte seine Karriere weiterhin in der Türkei fort und übernahm zur neuen Saison den Ligarivalen Altay Izmir. Nach acht Spieltagen entließ Altay Mészöly.
Nach zwei Jahren in der Türkei, blieb Mészöly bis ins Jahr 1988 ohne Trainertätigkeit und übernahm anschließend Vasas SC zum dritten Mal. Die nachfolgenden Jahre trainierte er ein weiteres Mal Vasas und zweimal die Ungarische Nationalmannschaft. In der Spielzeit 1991/92 trainierte er zudem den saudi-arabischen Fußballverein Ittihad FC.

## Erfolge

### Als Spieler
Mit Vasas SC
- Ungarischer Meister: 1960/61, 1961/62, 1964/65, 1965/66
- Mitropapokalsieger: 1960, 1962, 1965, 1970

Mit der Ungarischen Nationalmannschaft
- Teilnehmer der Fußball-Weltmeisterschaft: 1962, 1966
- Dritter der Fußball-Europameisterschaft: 1964
- Bronzemedaille bei den Olympischen Sommerspielen: 1960

### Als Trainer
Mit Fenerbahçe Istanbul
- TSYD-Istanbul-Pokalsieger: 1985/86

Mit der Ungarischen Nationalmannschaft
- Teilnehmer der Fußball-Weltmeisterschaft: 1982